# Кулажин
Кулажин (бел. Кулажын) — упразднённая деревня в Комаринском сельсовете Брагинского района Гомельской области Беларуси.

## География

### Расположение
В 39 км на юго-запад от Брагина, 67 км от железнодорожной станции Хойники (на ветке Василевичи — Хойники от линии Калинковичи — Гомель), 156 км от Гомеля.
Находится на территории Полесского радиационно-экологического заповедника.

### Гидрография
На севере мелиоративные каналы.

## Транспортная сеть
Транспортные связи по просёлочной, затем автомобильной дороге Комарин — Брагин.
Планировка состоит из чуть изогнутой длительной улицы, ориентированной с юго-востока на северо-запад и застроенной неплотно деревянными домами усадебного типа.

## История
Обнаруженное археологами городище (местное название Городок) I-го тысячелетия до н. э. — начала I-го тысячелетия н. э. (1 км на запад от деревни, на левом берегу реки Несвич) свидетельствует о заселении здешних мест с давних времён.
По письменным источникам деревня известна с XVIII века. В 1811 году упомянута как деревня в Речицком повете Минской губернии, владение Ракицких.. В 1908 году в Савитской волости. Во время германской оккупации в 1918 году партизанской отряд под руководством Ф. И. Скороходова (из Брагина) разгромил созданную здесь оккупантами комендатуру.
С 8 декабря 1926 года по 30 декабря 1927 года центр Кулажынскага сельсовета Комаринского района Речицкого, с 9 июня 1927 года Гомельского округа. В 1929 году организован колхоз. Во время Великой Отечественной войны в мае 1943 года фашисты полностью сожгли деревню и убили 33 жителя. Согласно переписи 1959 года входила в состав колхоза имени В.И. Ленина (центр — деревня Крюки).
20 августа 2008 года деревня упразднена.

## Население
После катастрофы на Чернобыльской АЭС и радиационного загрязнения жители (100 семей) переселены в 1986 году в чистые места.

### Численность
- 2010 год — жителей нет

### Динамика
- 1850 год — 6 дворов, 31 житель
- 1897 год — 38 дворов, 208 жителей (согласно переписи)
- 1908 год — 65 дворов, 333 жителя
- 1940 год — 132 двора, 573 жителя
- 1959 год — 461 житель (согласно переписи)
- 1986 год — жители (100 семей) переселены

## Достопримечательности
- Городище периода раннего железного века 1 – е тыс. до н.э., расположено в 1 км к югу от деревни, урочище Городок